# 臭化モリブデン(III)
臭化モリブデン(III)(Molybdenum(III) bromide)は、化学式MoBr3の無機化合物である。黒色固体で、ほとんどの溶媒に溶けないが、ピリジンのようなドナー性溶媒には溶ける。

## 合成
金属モリブデンと臭素を350℃で加熱することで得られる。
{\displaystyle \mathrm {2\ Mo+3\ Br_{2}\longrightarrow 2\ MoBr_{3}} }
また、臭化モリブデン(IV)を金属モリブデン、水素ガス、または炭化水素で還元することでも得られる。
短鎖と長鎖のMo-Moが交互に繋がった面共有の八面体からなる鎖でできており、同じ構造は、ルテニウムやテクネチウムの三臭化物でも見られる。一方、ヨウ化チタン(III)の高温相では、Ti---Ti距離は不変である。